# Борислав Дърляча
Боро Дърляча (на сръбски: Боро Дрљача; босненски: Boro Drljača) е сръбски певец от Босна и Херцеговина.

## Биография
Роден е в село Доня Сувая, община Босанска Крупа, в православно семейство.
Женен два пъти. Има двама сина от първия си брак. Първата му съпруга, Верика Дърляча, се самоубива през 2007 г. Дърляча се срещна с втората си съпруга Радомирка Сладич на негов концерт. Двойката няма деца и Сладич почива от рак през 2018 г.След това Дърляча живее като вдовец в Нов Белград.
Умира от рак на дебелото черво на 11 октомври 2020 година

## Дискография
- 1973 – Sarajevo divno Mesto
- 1974 – Za Ljubav Tvoju
- 1975 – Ti si sve sto zelim
- 1976 – Krajisnici gde cemo na prelo
- 1978 – Pjevaj mi, pjevaj sokole
- 1980 – Boro i Gordana Runjajic
- 1981 – Bora Drljača
- 1982 – Jugosloven
- 1984 – Nas Dvoje Veze Ljubav
- 1985 – Hitovi Jugodisk BDN 0661
- 1985 – Čovjek sam iz naroda
- 1986 – Pjevaj Srce
- 1988 – Ala vera majstore
- 1990 – Ko te uze zlato moje
- 1990/91 – Krajino, Krajino
- 1991 – Ja sam čovek za tebe
- 1991 – Nedam Krajine
- 1995 – Nema raja bez svog zavicaja
- 1996 – Krajišnik sam ja
- 1998 – Sine Sine
- 1999 – Raca II
- 2002 – Car Ostaje car
- 2004 – Bora Drljaca Uzivo
- 2004 – Stari vuk
- 2007 – Brbljivica